# Josep Vicent Frechina i Andreu
Josep Vicent Frechina i Andreu (Massalfassar, 1966) és un crític musical i literari, musicòleg, estudiós de la música i la cultura popular valencià.
Col·labora en diverses revistes i exerceix de secretari del Centre d'estudis de l'Horta Nord, entitat organitzadora del Congrés d'Estudis de l'Horta Nord i president de l'Associació Tramús, Tradició i Música que junt a "Solc" d'Osona i Carrutxa de Reus editen la revista Caramella de música i cultura popular. També organitza i col·labora amb diversos festivals de música tradicional, entre ells la trobada de cant rural Cant al Ras de Massalfassar on n'és el director i presentador. Des de l'any 2008 forma part, i des de 2011 n'és el secretari, del jurat dels Premis Ovidi Montllor als artistes que publiquen música en valencià.
Fou director de La Roda del Temps, revista d'estudis, opinió i divulgació sobre temes de la comarca de l'Horta Nord, reconeguda com una font important de literatura en valencià. Actualment és coordinador de Caramella, revista de música i cultura popular, així com col·laborador de Lletres valencianes i la revista de viatges Descobrir Catalunya i ha col·laborat, entre d'altres, a les revistes Folc, Interfolk, l'Artesà, La Canya, Saó, etc. com a crític musical.
L'any 2011 publicà La cançó en valencià. Dels repertoris tradicionals als gèneres moderns, editat per l'Acadèmia Valenciana de la Llengua, un llibre que reuneix textos inèdits, entrevistes, ressenyes discogràfiques, articles d'encàrrec en revistes i publicacions diverses, i que no havien estat mai aplegats en un volum, escrits durant més de 20 anys i adaptats com a síntesi del treball d'inventari i ordenació de la discografia d'expressió en català publicada al País Valencià. Juntament amb Joan Vicent Castelló, guanyà el II Premi d'Investigació Local amb la Bibliografia de Meliana 1900-2000.
L'any 2017 va rebre la distinció que atorga la Denominació d'Origen Arròs de València per la seua contribució a la cultura valenciana i la seua trajectòria associada a l'esforç i l'èxit personal.

## Publicacions
Selecció
- Estellés, Vicent Andrés; Frechina, Josep Vicent (selecció, coordinació i texts). Demà serà una cançó: antologia de poemes musicats de Vicent Andrés Estellés.  València: Acadèmia Valenciana de la Llengua, 2012.
- Frechina, Josep Vicent. La cançó en valencià. Dels repertoris tradicionals als gèneres moderns.  València: Acadèmia Valenciana de la Llengua, 2011 (Recerca núm. 14). ISBN 9788448255084.
- Frechina, Josep Vicent; Casablancas, Benet; Cester, Xavier. Des(acords). Música i músics als Països Catalans (1975-2009).  Vilanova i la Geltrú: El Cep i la Nansa edicions, 2009. ISBN 8492745029.
(Altres autors: Mercedes Conde Pons; Josep Lluís i Falcó; Rosa Massagué; Víctor Nubla; Mònica Pagès; Miquel Pujadó; Jordi Turtós; Mireia Sopena; Francesc Foguet; Joan-Elies Adell; Jaume Radigales)
- Frechina, Josep Vicent; Soler, Abel; Jordà, Rafa. Massalfassar: geografia, història, patrimoni.  Massalfassar: Ajuntament de Massalfassar, 2004. ISBN 8460636534.
- Frechina, Josep Vicent; Castelló, Josep Vicent. Bibliografia de Meliana 1900-2000 (Premi del II concurs d'Investigació Local).  Meliana: Institut Municipal de Cultura, 2001. ISBN 8492020385.